# 터보 FAST
《터보 FAST》(Turbo FAST 터보 패스트[*])는 2013년 개봉된 컴퓨터 애니메이션 영화 《터보》를 기반으로 한 미국의 플래시 애니메이션이다. Titmouse에서 애니메이션을 제작하였고, 드림웍스 애니메이션 텔레비전에서 총괄 제작하였다. 미국 내 넷플릭스를 통해 독점 공개되었고 이후 넷플릭스에서 운영하는 40여개 국가에 공개되었다. 이 작품은 넷플릭스가 어린이를 대상으로 한 첫 번째 오리지널 시리즈이자 드림웍스 애니메이션이 넷플릭스를 위해 제작한 첫 작품이다. 또한 2003년 개봉된 영화 《신밧드: 7대양의 전설》 이후로 드림웍스 애니메이션이 처음 제작한 셀 애니메이션이다.
26편으로 구성된 첫 번째 시즌의 처음 다섯 편은 2013년 12월 24일 공개되었다. 각 편은 11분 짜리 이야기 두 개로 구성되어 있으며, 일부는 두 배 길이의 이야기 한 편으로 구성된다.

## 등장 캐릭터
- 터보 (배역: 리드 스콧)
- 체트 (배역: 에릭 바우자)
- 화이트 쉐도우 (배역: 마이클 패트릭 벨)
- 위플래시 (배역: 존 에릭 벤틀리)
- 번 (배역: 그레이 딜라일)
- 스무스 (배역: 필 라마)
- 스키드 (배역:아미르 탈라이)
- 티토 (배역: 아미르 탈라이)
- Kim Ly (배역: 켄 정)

## 에피소드
터보 FAST의 에피소드 목록

## 제작
《터보 FAST》는 드림웍스 애니메이션과 넷플릭스가 5년 계약을 맺은 동안 공개된 첫 기획 작품이다. 이 때, 드림웍스 애니메이션은 텔레비전 프로그램 제작 부서를 새로 개설해 드림웍스 애니메이션 텔레비전(DreamWorks Animation Television)이라고 명하였다.
초기에 이 기획은 영화 《터보》를 기반으로 한 하나의 독립된 특집 단편으로 시작하였다. Titmouse, Inc.가 제작한 디즈니 XD의 시리즈인 《Motorcity》의 레이싱 장면에 대한 비주얼에 인상을 받은 드림웍스 애니메이션은 《터보》에서 사용된 컴퓨터 애니메이션보다 플래시 기반의 애니메이션을 만드는 스튜디오를 기획하였다. 이후 Titmouse의 설립자인 크리스 프리노스키(Chris Prynoski)가 이 작품의 감독으로 참여하였고, 드림웍스는 단편 작품에서 하나의 시리즈로 계획을 수정하였다. 프리노스키는 처음 일부 에피소드에만 감독으로 참여하였고, 이후 작품의 책임 프로듀서(executive producer) 직책을 맡았다.

## 수상 및 후보 임명
| 년도 | 시상식          | 수상 부문 | 후보 | 결과 |
| ---- | --------------- | --- | --- | ---- |
| 2014 | 데이타임 에미상 | 최우수 어린이 애니메이션 프로그램 | 크리스 프리노스키(Chris Prynoski), 잭 토마스(Jack Thomas), 벤 칼리나(Ben Kalina), 섀넌 배럿 프리노스키(Shannon Barrett Prynoski), 제니퍼 레이(Jennifer Ray) | 후보 |
| 2014 | 데이타임 에미상 | 최우수 음향 믹싱상 - 애니메이션 | 콘래드 피뇽(Konrad Piñon) | 후보 |
| 2015 | 애니상          | TV 애니메이션/방송 제작부문 최우수 미술 디자인상 (Outstanding Achievement, Production Design in an Animated TV/Broadcast Production) | 안토니오 카노비오(Antonio Canobbio), 캉 리(Khang Le), 마크 타이헤이(Mark Taihei), 호워드 첸(Howard Chen), 브랜든 큘러(Brandon Cuellar)                      | 후보 |
| 2015 | 애니상          | TV 애니메이션/방송 제작부문 최우수 편집상 (Outstanding Achievement, Editorial in an Animated TV/Broadcast Production)                | 토드 롤리(Todd Raleigh), 도그 비토(Doug Vito) | 후보 |

## 비디오 제품
첫 번째 시즌의 DVD는 20세기 폭스 홈 엔터테인먼트를 통해 2015년 6월 2일 출시되었다.